# 3981 Stodola
3981 Stodola (1984 BL) là một tiểu hành tinh vành đai chính được phát hiện ngày 26 tháng 1 năm 1984 bởi A. Mrkos ở Klet.